# Henri Billouin
Henri Billouin est un constructeur automobile français.

## Production
L’entreprise basée à Paris a commencé à produire des automobiles en 1906. Le nom de la marque était Albatros. L’usine était située au 104 Avenue de Villiers . Henri Billouin fonde sa société de production de bicyclettes à Paris en 1906. 
Vers 1907, les motos, les tricycles et les automobiles ont suivi.
Les automobiles étaient disponibles en tant que véhicules à deux places et à quatre places. Le véhicule quatre cylindres le moins cher commençait à 2600 francs.
La production automobile a probablement pris fin en 1912.
En 1925, Billouin vend l’entreprise à Peugeot.